# أيرون نوتر دام
أيرون نوتر دام (بالفرنسية: Airon-Notre-Dame)‏ هي بلدية تقع في إقليم باد كاليه من منطقة نور با دو كاليه في شمال فرنسا. تبلغ مساحة هذه المدينة 5.05 (كم²)، وترتفع عن سطح البحر 15 م، يبلغ عدد سكانها 196 نسمة حسب إحصاء المعهد الوطني للإحصاء والدراسات الاقتصادية سنة 2009 م. وترأس Guy Leblond البلدية خلال فترة (2008-2014).